# Sida szechuensis
Sida szechuensis är en malvaväxtart som beskrevs av Sadahisa Matsuda. Sida szechuensis ingår i släktet sammetsmalvor, och familjen malvaväxter. Inga underarter finns listade i Catalogue of Life.